# NGC 6486
NGC 6486 is een elliptisch sterrenstelsel in het sterrenbeeld Hercules. Het hemelobject werd op 28 juli 1880 ontdekt door de Franse astronoom Édouard Jean-Marie Stephan.

## Synoniemen
- MCG 5-42-6
- ZWG 171.12
- NPM1G +29.0417
- PGC 61033